# Municipio Papalotla
Koordinaten: 19° 33′ 40″ N, 98° 51′ 29″ W
Papalotla ist ein Municipio im mexikanischen Bundesstaat México. Es gehört zur Zona Metropolitana del Valle de México, der Metropolregion um Mexiko-Stadt. 
Die Gemeinde hatte im Jahr 2010 4.147 Einwohner, ihre Fläche beträgt 3,18 km². Das somit flächenmäßig kleinste Municipio des Bundesstaates umfasst laut INEGI-Statistik 2010 zwei Orte: den Hauptort Papalotla und den Weiler Mazatla. 
Der Name Papalotla kommt aus dem Nahuatl: papalotl bedeutet „Schmetterling“ und -tlan bedeutet „Ort“, Papalotla also in etwa „Ort der Schmetterlinge“.

## Geographie

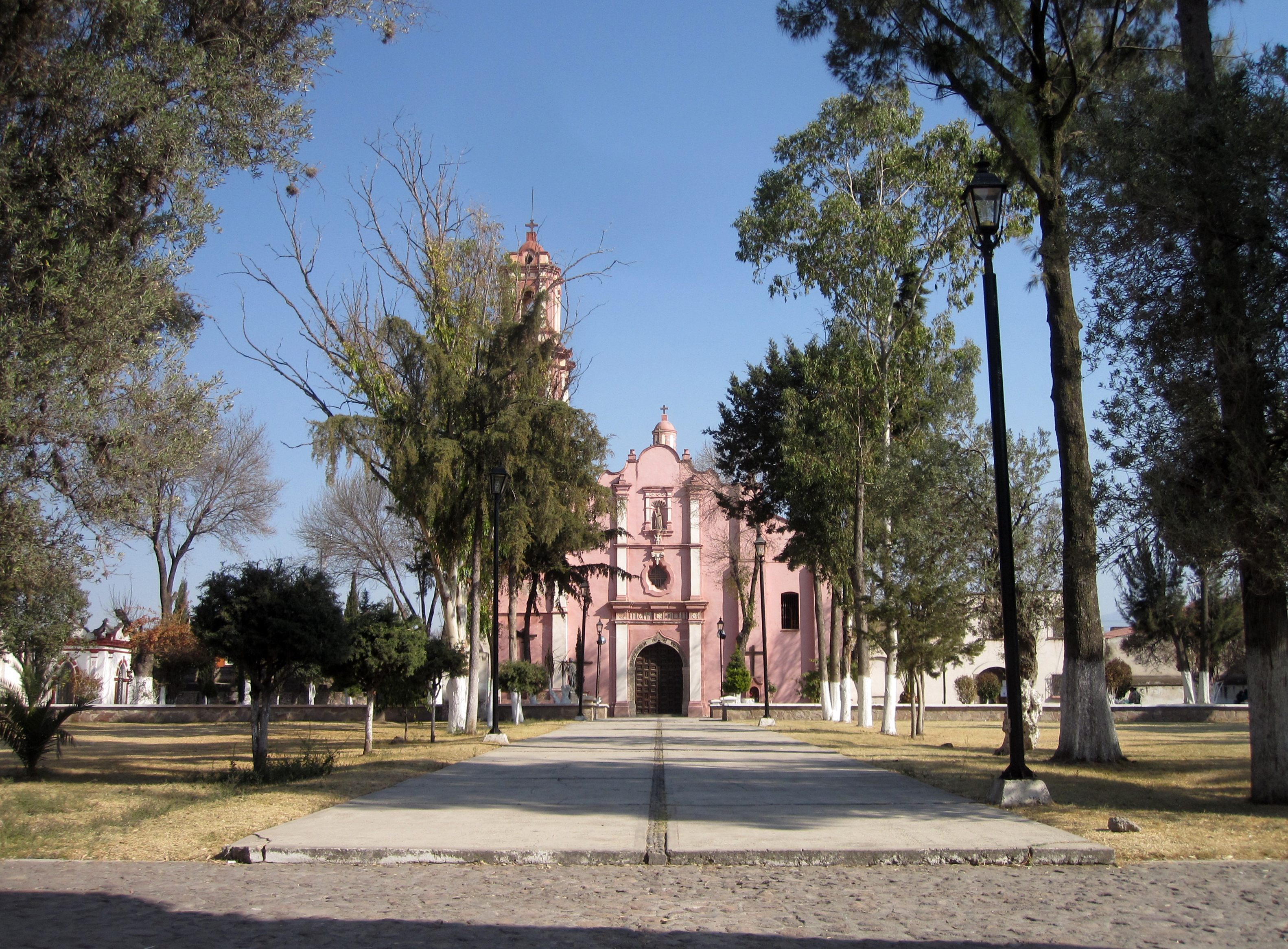
Kirche von Papalotla

Papalotla liegt im Nordosten des Bundesstaates México, etwa 30 km nordöstlich von Mexiko-Stadt auf 2260 m Höhe.
Das Municipio Papalotla grenzt an die Municipios Chiautla, Tepetlaoxtoc und Texcoco.